# 圣约斯特滕诺德
圣约斯特滕诺德（荷蘭語：Sint-Joost-ten-Node，發音：[sɪɲˌtɕoːstɛˈnoːdə] ⓘ），法语名圣若斯滕诺德（法語：Saint-Josse-ten-Noode，發音：[sɛ̃ ʒɔs tɛn nod] ⓘ），简称圣约斯特（荷蘭語：Sint-Joost）或圣若斯（法語：Saint-Josse），是比利时布鲁塞尔首都大区的一个市镇，属于比利时法语社群和弗拉芒社群，法语和荷蘭語均为官方语言（但法语使用者居多），面积1.14平方千米，人口27,497人（2020年1月1日）。圣约斯特滕诺德有43.7%的穆斯林人口，是比利时穆斯林比例最高的市镇。